# 男子ソフトボールアジアカップ
男子ソフトボールアジアカップ（Men's Softball Asia Cup）は、ソフトボール・アジアが主催する男子ソフトボールの国際大会である。

## 結果
| 年   | 開催地       |            | 決勝                 | 決勝                 |              | 準決勝 | 準決勝 |
| 年   | 開催地       | 優勝       | 準優勝               | 3位                  | 4位          |        |        |
| 1968 | マニラ       | フィリピン | ?                    | ?                    | ?            |        |        |
| 1974 | マニラ       | フィリピン | 日本                 | None                 | None         |        |        |
| 1985 | （日本）     | 日本       | チャイニーズタイペイ | フィリピン           | インドネシア |        |        |
| 1990 | マニラ       | フィリピン | チャイニーズタイペイ | 日本                 | インドネシア |        |        |
| 1994 | マニラ       | 日本       | フィリピン           | チャイニーズタイペイ | 香港         |        |        |
| 1998 | マニラ       | 日本       | フィリピン           | 香港                 | マレーシア   |        |        |
| 2003 | マニラ       | 日本       | フィリピン           | チャイニーズタイペイ | 香港         |        |        |
| 2006 | 北九州       | 日本       | フィリピン           | インドネシア         | 香港         |        |        |
| 2012 | 新見         | 日本       | フィリピン           | インドネシア         | 香港         |        |        |
| 2014 | シンガポール | 日本       | フィリピン           | インドネシア         | ?            |        |        |
| 2018 | ジャカルタ   | 日本       | フィリピン           | シンガポール         | インドネシア |        |        |